# Південна в'їзна вежа
Півде́нна в'їзна́ ве́жа або Півде́нна проїзна́ ба́шта — південний в'їзд з боку Володимирської вулиці на територію колишнього Софійського монастиря, а нині Національного заповідника «Софія Київська».
Збудована на початку XVIII століття за часів гетьмана Івана Мазепи.
Вежа внесена до переліку Світової спадщини ЮНЕСКО під № 527 (як частина комплекса монастирських споруд Собору Святої Софії та Києво-Печерської Лаври). Постановою Ради Міністрів УРСР від 24.08.1963 № 970 внесена до переліку пам'яток культурної спадщини з присвоєнням охоронного № 1/7, постановою Кабінету Міністрів України від 30.08.2017 № 659 внесена до Державного реєстру нерухомих пам'яток, як пам'ятка національного значення (без вказання виду памятки), з присвоєнням охоронного № 260072/7-Н.

## Архітектура
Вежа — двоповерхова, квадратна в плані тинькована та побілена споруда. На першому поверсі в центрі крізь неї проходить широкий склепінчастий проїзд. У товщі східної стіни проїзду знаходиться склепінчасте сторожове приміщення з цегляною підлогою та вікнами, які виходять на східний фасад та в проїзд. Там тепер розташовується охорона заповідника. В західній стіні є сходи, що ведуть на другий поверх. Там розташоване високе просторе приміщення, що займає весь поверх і де нині знаходиться один з фондів заповідника.
Увінчана вежа напівсферичною банею з конусоподібним шпилем, на якому встановлено позолочену крилату постать архангела Михаїла, що також виконує функцію флюгера.
Обидва яруси зверху мають уступчасті карнизи складного профілю. Стіни вежі розчленовані по горизонталі пілястрами, що відповідають плануванню нижнього ярусу. Декоровано башту нішами різної форми та легкими півколонами, які фланкують розташовані на другому ярусі вікна з арковими перемичками. Вікна спершу були бароковими хрещатими, та пізніше перероблені.

## Історія
Наприкінці XVII століття на місці сучасної в'їзної вежі була глуха дерев'яна огорожа. Коли 1697 року дерев'яна забудова монастиря згоріла під час пожежі, почалося відновлення монастирських споруд, однак за новим планом. За ним на початку XVIII століття, одночасно з дзвіницею, з південно-східного боку території була споруджена сучасна в'їзна вежа. Вона використовувалася для підвезення в монастир продовольства, оскільки поблизу неї в південній частині подвір'я знаходилися хлібня й трапезна.
Можливо, що спершу на верхньому ярусі була влаштована надбрамна церква.
У XVIII столітті башта входила в систему монастирських мурів, які прилучалися до неї із заходу та сходу. 1839 року до вежі зі східного боку прибудовано новий мур із житловим пристінним корпусом. У 1851–1853 роках до старого корпусу хлібні, що в кінці XVIII століття був переобладнаний під консисторію, вздовж Володимирської вулиці було прибудовано нову будівлю консисторії, що з'єднала вежу з колишньою хлібнею та повністю закрила її західний фасад. Під час цієї перебудови, аби звільнити місце в архіві, на другий поверх башти було зроблено вхід із консисторії та влаштовано там кімнату з грубою та полицями, куди було перенесено частину архіву консисторії. При побудові нового корпуса також довелося розібрати частину давніх мурів. 1879 року з північного сходу до кута вежі вздовж проїзду прибудовано двоповерховий соборний флігель.
У 1927–1929 роках після того, як Василь (Липківський) був вимушений піти з посади митрополита, він переселився із квартири в будівлі колишньої єпархіальної училищної ради (монастирський корпус № 3) та мешкав у келії над проїздом. Тут він таємно працював над дослідженням про історію української церкви. Жив у майже повній ізоляції, однак його відвідували митрополит Микола (Борецький) та Володимир Чехівський, який приносив потрібні для написання праці матеріали.
1978 року вежу було відреставровано за проектом В. Цяука. В ході реставрації відновлено частково втрачений декор фасадів та первісне планування приміщень, перебудовано баню та відкрито замуровані сходи на другий ярус.
У 1990 році на 14-ій сесії Комітету Світової спадщини ЮНЕСКО вежа була включена до списку Світової спадщини в складі комплексу монастирських споруд Софійського собору під № 527.

## Фігура Архістратига Михаїла

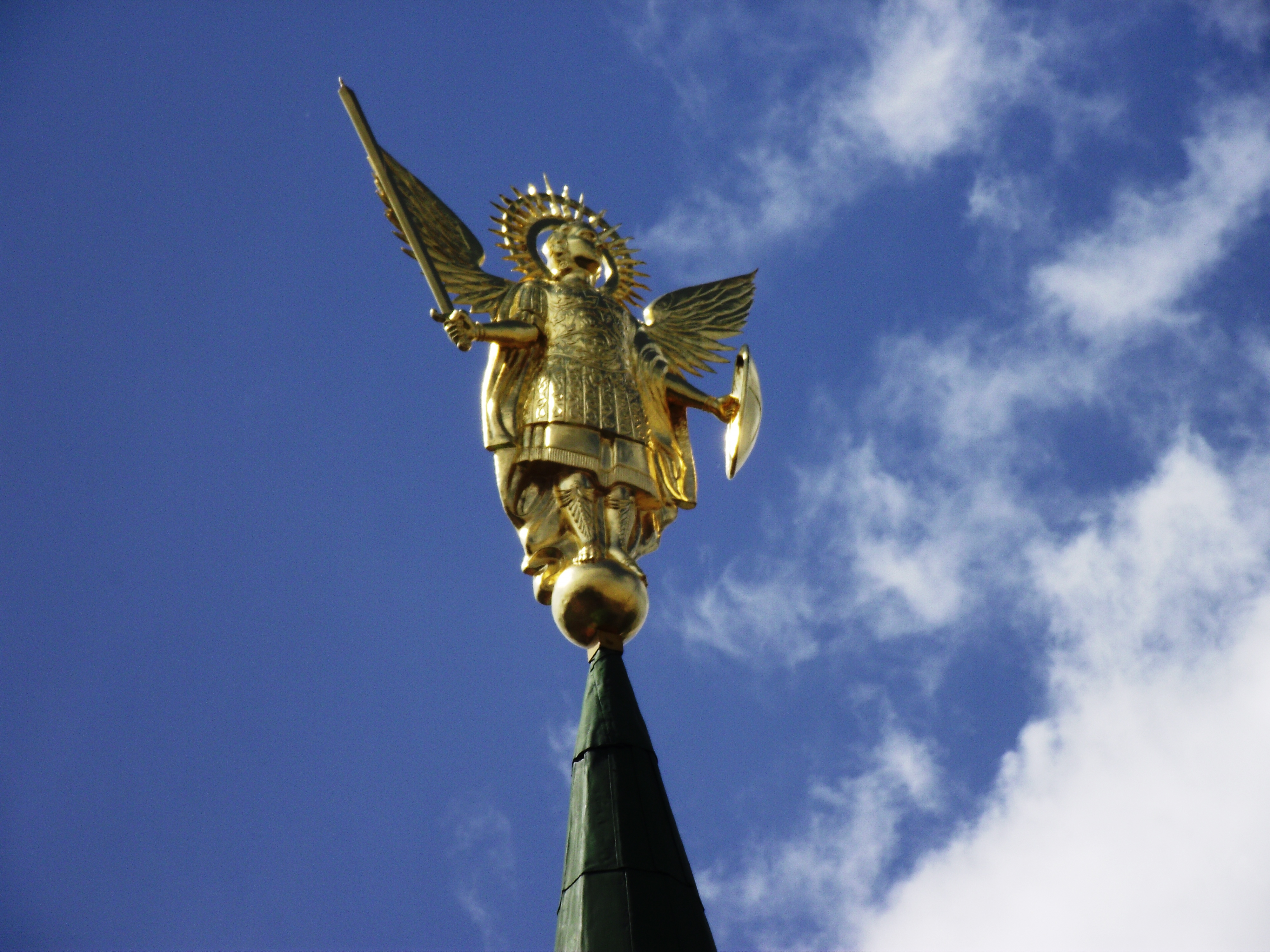
Постать Архістратига Михаїла

Після побудови вежі на шпилі її бані було встановлено позолочений флюгер-постать Архангела Михаїла, який був символом пильного охоронця Софійського монастиря. Він стояв там до вересня 1930 року, коли фігуру скинули з вежі, а через кілька днів розтрощили.
19 вересня 2007 року розпочався проект «Відтворення постаті Архістратига Михаїла і встановлення його на шпиль Південної вежі архітектурного ансамблю Софії Київської». Після трьох років спільної роботи науковців, митців, благодійників та меценатів за архівними кресленнями й фотографіями була виготовлена копія старої постаті. Автор копії — український художник і скульптор Микола Білик.
Фігура порожниста, виготовлена з міді та вкрита позолотою, має висоту 2,4 та важить 98 кг. Вона була представлена 9 квітня 2010 року на Софійській площі та знов встановлена на вежі 1 жовтня 2010 року. Разом із нею була піднята скринька, в яку кияни мали можливість вкинути своє бажання.
Існує легенда, що три київські крилаті постаті Архангела Михаїла тримають небо і Благодать над Києвом та захищають його. Всі три були знищені в радянський час, і відновлені за незалежної України: перший стоїть на Лядських воротах на Майдані Незалежності, другий встановлений на фронтоні Михайлівського собору, а третій — на Південній вежі.

## Галерея

Південна в'їзна вежа
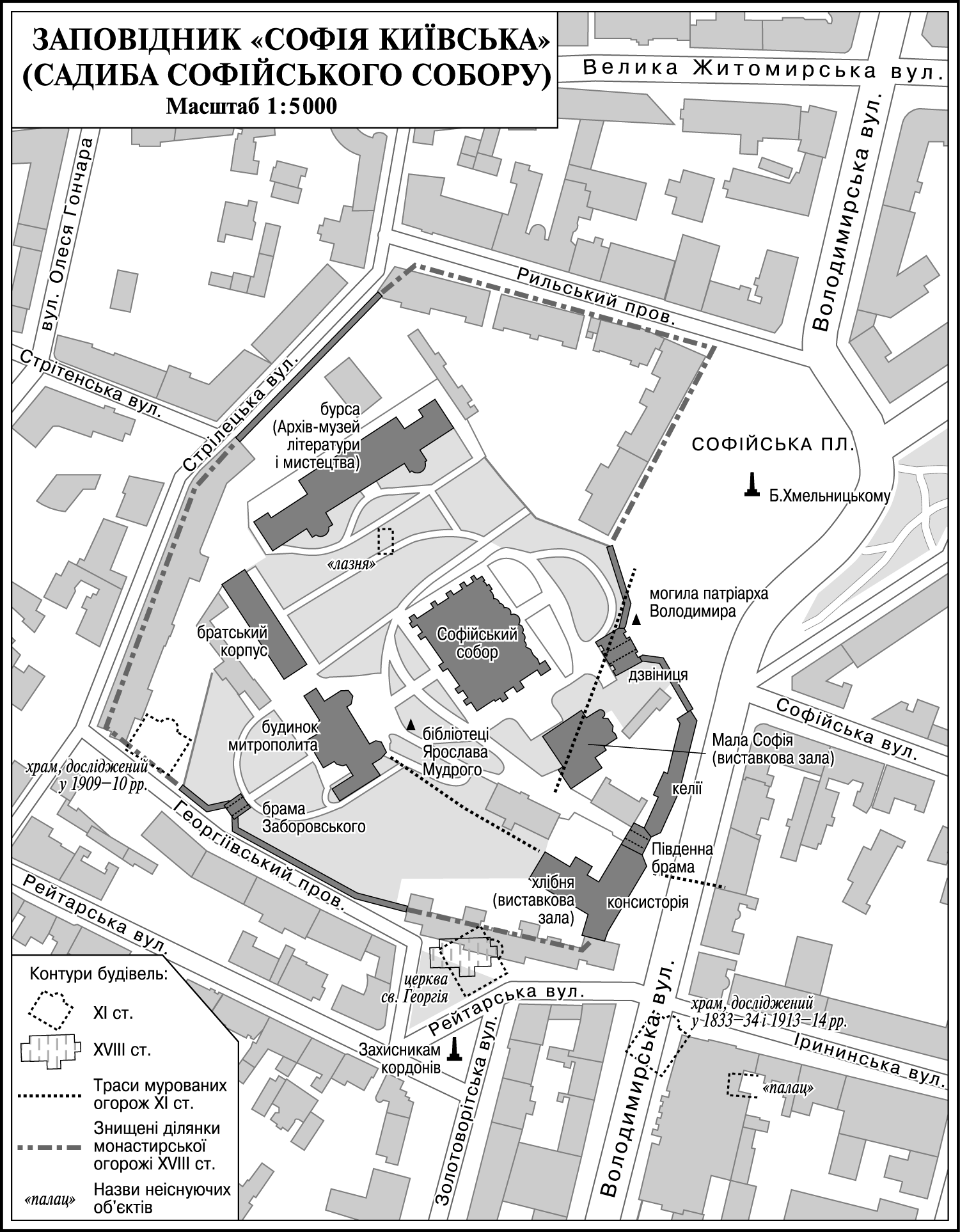
Мапа заповіднику «Софія Київська»
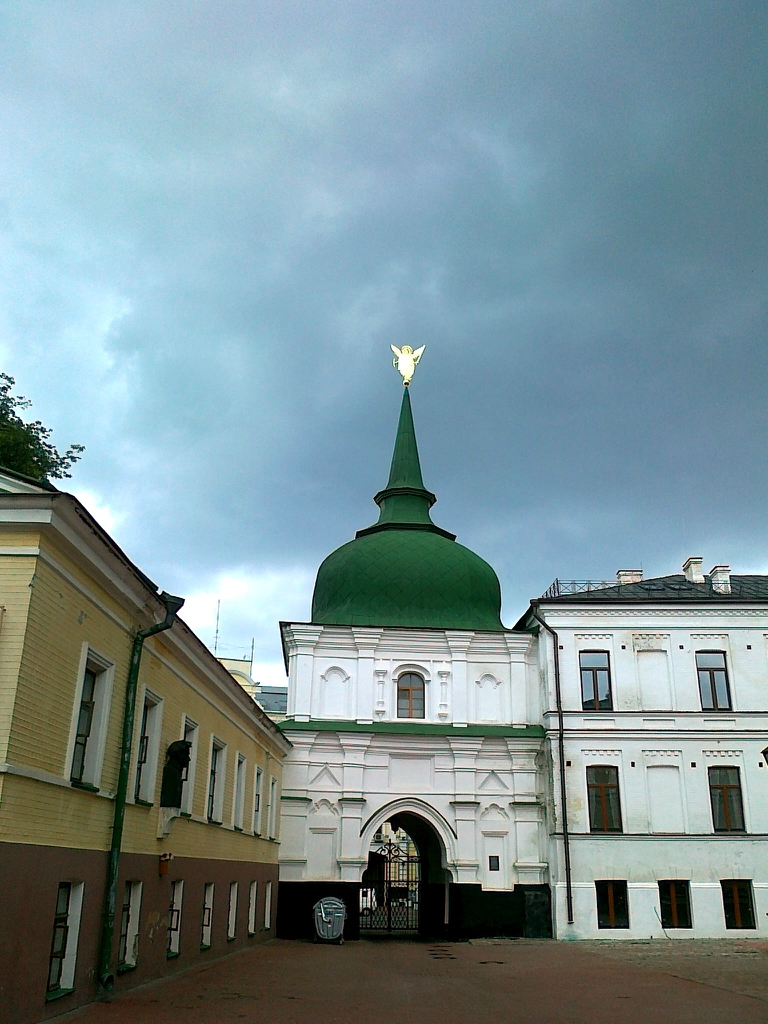
Звернений до подвір'я фасад
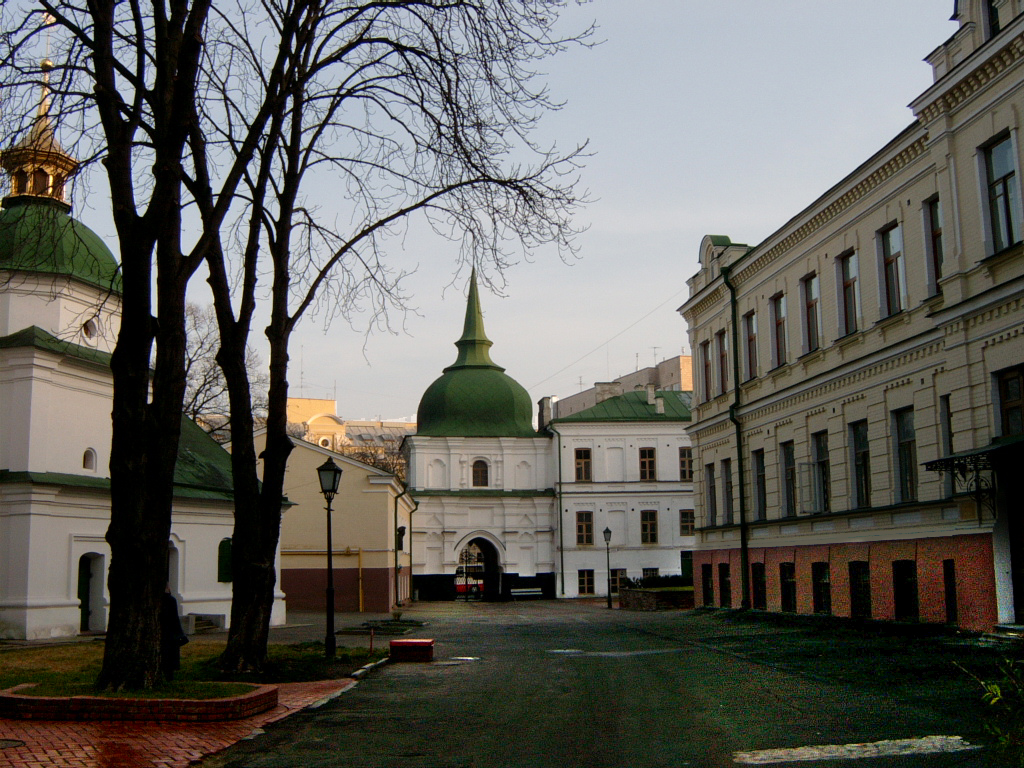
Проїзд на монастирському дворі, що веде до вежі
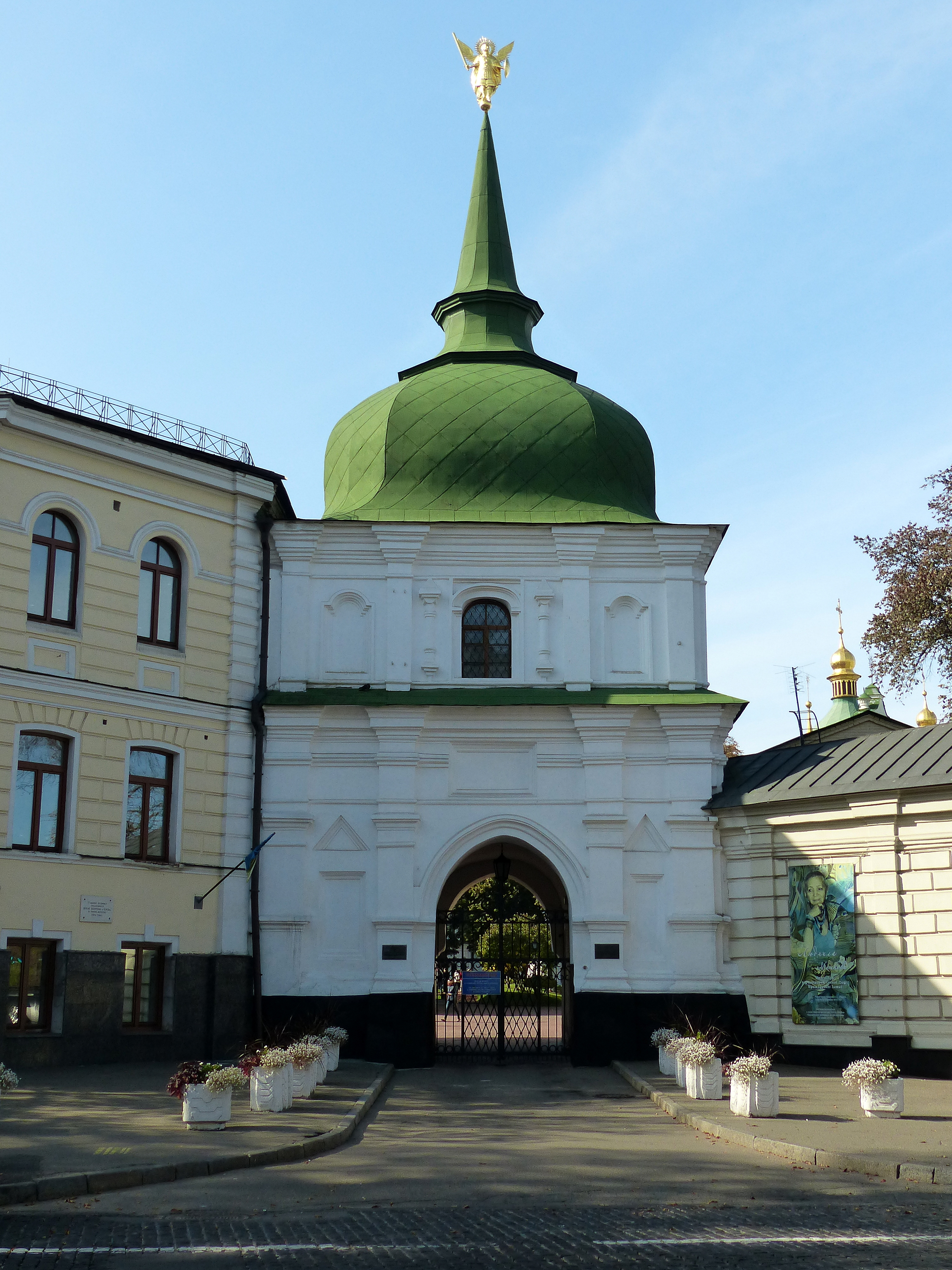
Вид з Володимирської вулиці крізь проїзд в бік двору
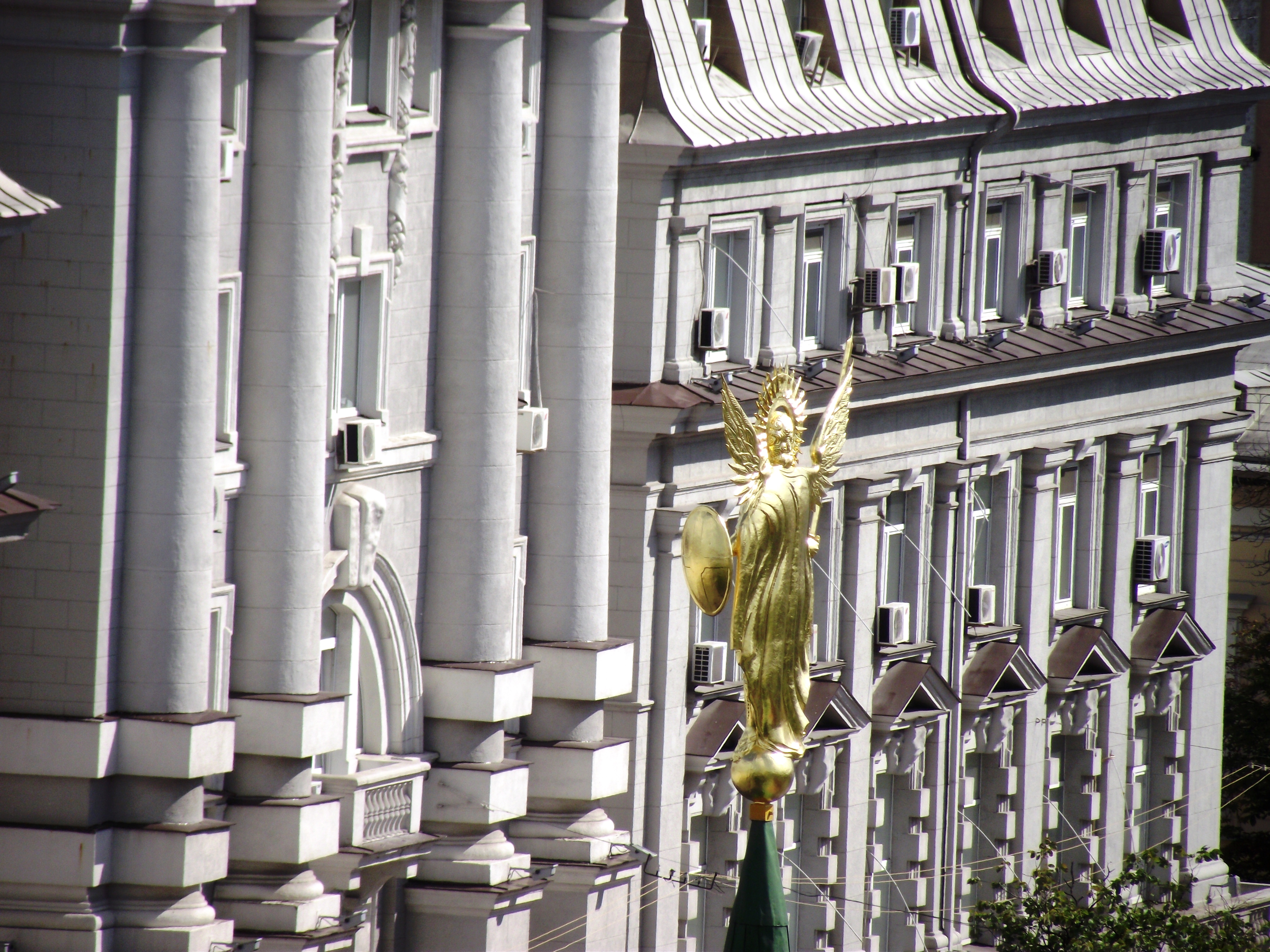
Фігура Архангела Михаїла на фоні будівлі СБУ
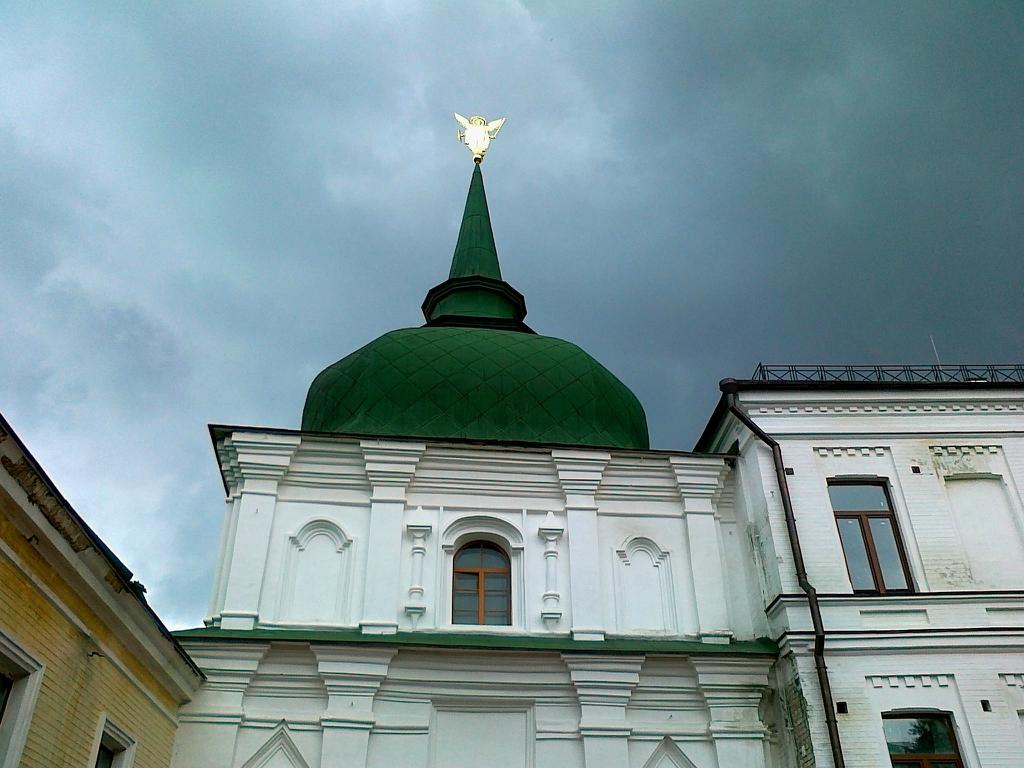
Оздоблення другого ярусу та напівсферична баня
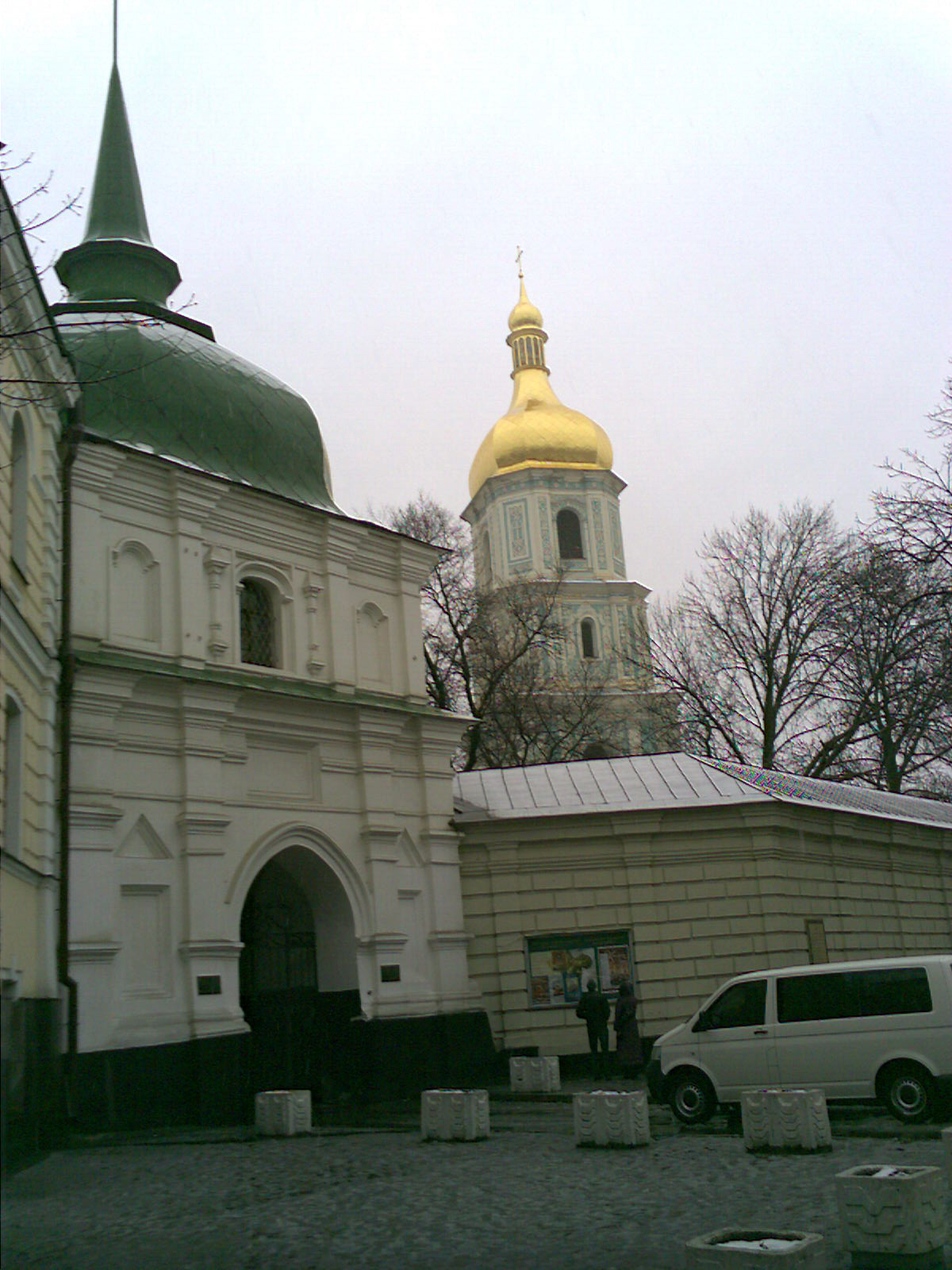
Південна башта та дзвіниця. Добре видно також форму бані